# 美国次贷危机时间表
以下是美国次贷危机时间表：

### 2007年上半年
- 2007年1月：

匯豐控股首次額外增加在美國次級房屋信貸的準備金額，並發出可能大幅增加撥備的警告。
- 2007年3月：

匯豐控股宣布業績，並額外增加在美國次級房屋信貸的準備金額達70億美元，合共105.73億美元，升幅達33.6%；消息一出，令當日股市大跌，其中恆生指數下跌777點，跌幅4%。
- 2007年4月2日：

美國第二大次級房貸公司新世纪金融公司申请破产保护。
- 2007年6月22日

美国第五大券商，第二大按揭债券承销商贝尔斯登旗下与房贷有关的两个旗舰对冲基金宣布巨幅亏损。

### 2007年下半年
- 2007年7月27日：

環球股市首度因美國次級房屋信貸問題而出現大跌市。
- 2007年7月底至8月初：

全球股市因為美國次級房屋信貸的危機而大幅波動，全部股票市場下跌。近年来美联储连续17次提息，联邦基金利率从1%提升到5.25%。利率大幅攀升，加重了购房者的还贷负担，美国住房市场开始大幅降温。受此影响，很多次级抵押贷款市场的借款人都无法按期偿还借款，购房者难以将房屋出售，或者通过抵押获得融资。于是普通居民的信用降低，与房地产贷款有关债券的评估价格下跌。一旦抵押资产价值缩水，危机就会产生，而且会波及整个链条。
- 2007年8月1日：

澳洲麥格理集團旗下兩隻對沖基金，上月因美國次級房貸問題而虧損逾50％；同日股市大跌。
- 2007年8月2日：

法國巴黎銀行旗下對沖基金因美國次級房貸問題而虧損
- 2007年8月4日：

中國銀行宣布增加在美國次級房屋信貸的準備金額，令市場知道不單只是匯豐出現問題，而是全球整個銀行業的問題。
- 2007年8月6日：

全球股市第三度因美國次級房屋信貸問題而大跌市。
- 2007年8月6日至11日：

歐洲中央銀行、日本銀行、澳大利亞儲備銀行、美國聯邦儲備局、加拿大中央銀行等國先後為美國的次級房屋信貸上增加準備金額來注資，分別為1158億歐元、1兆日元、49.5億澳元、590億美元以及31.5億加元。
- 2007年8月10日：

全球股市第四度因美國次級房屋信貸問題而大跌市。
- 2007年8月15日：

全球股市第五度因美國次級房屋信貸問題以及日圓拆倉的消息影響而大跌市，拖累環球股市和貨幣，恆生指數一度急瀉超過700點，跌至兩個月以來的低位。。
- 2007年8月16日：

1. 全球金融資產質素轉壞，加劇日圓利差交易拆倉潮，在眾多利淡消息籠罩下，金融市場繼續出現恐慌性拋售。
2. 全球股市第六度因美國次級房屋信貸問題以及日圓利差交易拆倉潮的消息影響而出現連續第二日大跌市；環球股市全線受挫，其中韓國綜合股價指數下跌達8.8%；香港恆生指數在當日一度急瀉940點，跌至5個月以來的低位，令在7月的歷史最高點在一個月內跌了約3,000點，跌了約12%。
3. 另外有基金業人士擔心，若基金贖回潮持續，會加劇金融市場的跌勢。。

- 2007年8月17日：

1. 全球金融資產質素轉壞，加劇日圓利差交易拆倉潮，金融市場再次出現恐慌性拋售。
2. 亞洲股市全線下跌，其中恆生指數在中午一度急挫了1,285點，但收市前一小時內反彈約1,000點，收市時只跌285點。日經平均指數亦大跌874點，是七年以來最大單日跌幅。
3. 美國聯邦準備理事會在美國股票市場開市前宣布調降低貼現率0.5％至5.75%，消息一出令歐美股市戲劇性反彈。

- 2007年8月31日：

1. 美国总统喬治布殊首次就如何应对次级抵押贷款危机提出方案及措施。
2. 曾经是美国最大次級房貸公司的Ameriquest Mortgage将批发及服务业务卖给了花旗集团，停止了贷款营业。

- 2007年9月13日：

英國第五大信貸銀行北岩銀行因次級房屋信貸風暴而影響流動資金資金。當日很多账户持有人到銀行提取現金，合共提走了10億英磅。英倫銀行向該銀行注入資金，成為50年來最大救市措施。到了9月17日，財相戴理德宣佈向北岩銀行提供百分百存款保證，危機才告平息。
- 2007年9月18日，美联储将基金利率大幅度下调50个基点到4.75%，这是美国四年来首次降息，表现就是带动全球股市上涨，因为大多数当时的人并不了解次贷所带来的深度，但这不影响一个月后全球股市到达了顶点。
- 瑞銀（UBS）10月1日發表報告稱，受美國次級住房抵押貸款市場危機影響，銀行虧損額超過40億瑞士法郎（30.4億美元）[13] 。
- 2007年11月2日：

正當全球市場以為美國次級房屋信貸風暴可以告一段落，但是全球股市出現了全體暴跌的情況，恆生指數又下跌了一千多點。
- 2007年12月12日：

多國央行聯手協作緩解次級債危機 ,美聯儲、歐洲央行以及加拿大、英國和瑞士的央行參與了這項行動,這是自9·11事件以來全球經濟合作的最大行動， 恆生指數一星期又下跌了1279多點。

### 2008年

#### 1月
- 2008年1月4日：

美國銀行業協會資料顯示，消費者信貸違約現象加劇，逾期還款率升至2001年以來最高
- 2008年1月16日：

評級公司穆迪預測SIV債券持有者損失了47%資產
- 2008年1月17日：

1. 次貸虧損嚴重，標普評級公司開始對債券保險商實施新的評估方法
2. 美國政府有意放鬆對房地美和房利美的監管
3. 美國去年12月新屋開工數量下降14.2%，年率為100.6萬戶，為16年最低

- 2008年1月21日：

英國財政部要求有意收購諾森羅克銀行的私營企業在2月4日前提交詳細提案
- 2008年1月22日：

1. 亞太區股市於美聯儲消息公布前大幅下挫, 其中恒生指數當天下跌2061點, 以點數計乃歷來最大跌幅, 滙豐控股股價等下跌超過一成
2. 美联储紧急降息75个点到3.5%，这是美国联储自1980年以来降息幅度最大的一次

- 2008年1月24日：

美國紐約保險監管層力圖為債券保險商提供150億美元的資金援助
- 2008年1月30日：

美聯儲降息50個基點

#### 2月
- 2008年2月1日：

美國1月非農就業人數減少1.8萬，為超過4年來首次減少
- 2008年2月9日：

七國集團財長和央行行長會議聲明指出，次貸危機影響加大
- 2008年2月12日：

1. 美國六大抵押貸款銀行為防範止贖的發生，宣佈“救生索”計畫
2. 巴菲特願意為800億美元美國市政債券提供再保險

- 2008年2月14日：

美國第四大債券保險商FGIC宣佈願意分拆業務
- 2008年2月18日：

英國決定將諾森羅克銀行收歸國有
- 2008年2月19日：

美聯儲推出一項預防高風險抵押貸款新規定的提案，也是次貸危機爆發以來所採取的最全面的補救措施
- 2008年2月20日：

德國宣佈州立銀行陷入次貸危機
- 2008年2月21日：

英國議會批准國有化諾森羅克銀行
- 2008年2月28日：

美聯儲主席伯南克聲稱即使通脹加速也要降息

#### 3月
- 2008年3月5日：

美國2月ADP就業人數減2萬多，美元兌歐元刷新歷史新低
- 2008年3月7日：

美聯儲宣佈兩項新的增加流動性措施，一是定期招標工具，二是決定開始一系列定期回購交易
- 2008年3月11日：

美聯儲再次聯合其他四大央行宣佈繼續為市場注入流動性，緩解全球貨幣市場壓力
- 2008年3月13日：

1. 美國財長亨利·保爾森和美聯儲主席伯南克等監管官員將提議對銀行資本實行更嚴格的監管
2. 美國官方首次預測經濟衰退

- 2008年3月14日：

美國投行貝爾斯登向摩根大通和紐約聯儲尋求緊急融資，市場對美國銀行業健康程度的擔憂加深
- 2008年3月17日：

1. 美聯儲意外宣佈調低窗口貼現率25個基點，到3.25%
2. 摩根大通同意以2.4億美元左右收購貝爾斯登

- 2008年3月18日，雷曼股价一天内大跌50%，因为它宣布第一季度净收入大幅度下降57%，原因是受到信贷市场萎缩的影响。

- 2008年3月19日：

美聯儲宣佈降息75個基點，並暗示將繼續降息
- 2008年3月20日：

英國央行會見五大投行高級管理人員，首次表態將為國內銀行提供更多資金援助
- 2008年3月24日：

美國聯邦住房金融委員會允許美國聯邦住房貸款銀行系統增持超過1000億美元房地美和房利美發行的MBS
- 2008年3月27日：

1. 歐洲貨幣市場流動性再度告急，英國央行和瑞士央行連袂注資
2. 美聯儲透過定期證券借貸工具向一級交易商提供了750億美元公債
3. 英國首相布朗和法國總統薩科齊舉行會晤，討論如何提高金融市場透明度和敦促國際主要金融機構改革

- 2008年3月31日：

美國財長亨利·保爾森將向國會提交一項改革議案，加強混業監管
美國總統布希和英國首相布朗同意加強合作，應對金融市場動盪

#### 4月
- 2008年4月1-30日，雷曼公司发行40亿美元的可转特别股，来平息市场对其资金短缺的疑虑，股价当天大涨到44美元。市场上开始流传雷曼的信心开始逐渐被恢复，大量的消息说雷曼可能会躲过类似贝尔斯登的厄运。16日，雷曼公司的CEO出来放话：最坏的信贷市场萎缩已经接近尾声，摩根斯坦利和高盛也站出来异口同声的附和说危机已经过去。30日，雷曼为了降低高风险和高收益的放款仓位，开始出售11亿美元的债务担保凭证。

- 2008年4月8日：

IMF稱全球次貸虧損一萬億美元
- 2008年4月9日：

國際金融協會代表全球銀行業巨頭首次公開承認在此次信貸危機中負有責任
- 2008年4月10日：

1. 高盛再次宣佈裁員，瑞銀集團預測華爾街企業可能不得不裁減最多達35%的員工
2. 美國參議院通過價值超過41億美元的一攬子房屋市場拯救計畫
3. 高盛CEO稱此次信貸危機可能已接近尾聲

- 2008年4月11日：

日本瑞穗金融集團預估瑞穗證券2007會計年度次級抵押貸款相關的交易損失達4000億日元(折合39億美元)
- 2008年4月12日-13日：

七國集團(G7)和國際貨幣基金組織(IMF)召開為期兩天的會議，表達了對當前金融市場震盪的擔心之情，並要求加強金融監管
- 2008年4月14日：

1. 德意志銀行計畫向私人股本公司最多出售200億美元的杠杆相關債務
2. 美國第四大銀行Wachovia Corp聲稱受信貸危機影響，一季度淨損失3.5億美元，並將通過公開發售普通股與優先股籌資70億美元
3. 美國民主黨建議推出第二項經濟刺激計畫，著重幫助失業人群
4. 英國保守黨提議允許銀行以抵押支持證券調換公債

- 2008年4月15日：

1. 英國3月RICS房價指數跌至30年最低-78.5，低於-67.5的預期值
2. 摩根大通分析師指出，此次全球信貸危機，很可能會在未來10年時間裏繼續影響市場
3. 新加坡投資局有意參與瑞銀150億瑞郎的融資計畫
4. 花旗集團副總裁William Rhodes聲稱，美國經濟正接近風暴中心，可能正處於衰退中
5. OECD預測全球次貸損失3500-4200億美元
6. RealtyTrac Inc.報告美國3月房屋止贖率上升57%
7. 英國銀行業敦促政府干預市場，防止較小金融機構倒閉，確保新貸款來源

- 2008年4月16日：

1. 布朗出訪美國，為信貸危機等問題尋求國際解決
2. 美國3月新屋開工數量急劇下降11.9%，降至17年最低水準
3. 美聯儲褐皮書指出各個地區的貸款標準，貸款需求下降
4. 摩根大通季度報告好於預期，宣稱次級貸將結束，並計畫籌集60億美元資本金

- 2008年4月17日：

美林公司第一季淨虧損達19.6億美元，虧損大於預期，且為連續第三季虧損。該公司第一季度資產減記總額超過了65億美元，並將再裁員3000人，預期未來數月的形勢將“更加艱難”
- 2008年4月18日：

1. 花旗集團宣佈，在沖減逾130億美元損失後，一季度淨虧損51.1億美元，合每股損失1.02美元
2. 東京三菱日聯金融集團預計，截至3月31日的一財年內，該集團在次級貸上的相關損失為950億日元(折合9.21億美元)
3. 上周LIBOR跳升了20個基點，表明美聯儲本月將推出除降息25個基點以外更多的舉措

- 2008年4月20日：

美林首席執行官塞恩聲稱不贊成信貸危機最困難時期已經結束的觀點
- 2008年4月21日：

1. 銀行大型貸款商的資產負債表受到信貸緊縮的嚴重影響，為了應對這種不斷增大的壓力，蘇格蘭皇家銀行將計畫籌資120億英鎊(約合240億美元)
2. 英國央行宣佈，將動用500億英鎊的政府債券，調換商業銀行持有的抵押資產，以幫助銀行業復蘇
3. 英國金融時報報導，面對信貸緊縮帶來的困境，美國銀行正計畫出售所持中國建設銀行的股份來籌集資金，以強化其資產負債表
4. 歐洲央行行長特裏謝表示，銀行仍不願借貸，因此市場調整尚未結束

- 2008年4月22日：

1. 美聯儲理事克羅茲納指出，借貸修改案可能將解決抵押市場的部分問題
2. 日本前內閣府高級官員渡邊博史指出，亞洲各國政府應在2010年之前設立1000億美元的外匯儲備，以防止重蹈類似10年前地區金融危機的覆轍
3. 耶魯大學著名經濟學家羅拔·席勒警告，此次美國房價可能將比"大蕭條"時期的下滑程度更加嚴重，政府應該採取拯救行動，以防止數百萬人失去住房
4. 美國3月成屋銷售月率下降2.0%，為493萬戶
5. 瑞士央行向市場投放60億美元
6. 歐洲央行向銀行出借150億美元為期28天的美元資金

- 2008年4月23日：

1. 經濟展望集團總經理伯納德·鮑默指出美國經濟問題嚴重，不大可能獲得V型復蘇
2. 英國3月房屋貸款許可數量從2月的43,147件減少至35,417件，創紀錄低點。英國房市前景不容樂觀
3. 德國Duesseldorfer銀行將由德國銀行協會接管
4. 美國眾議院金融服務委員會批准全國的地方政府收購已行使止贖權的住房

- 2008年4月24日：

1. 3個月歐元Libor週四再次上升，創4個月新高，顯示貨幣市場持續緊縮
2. 瑞信第一季資產減值53億瑞郎，財務狀況因此轉盈為虧，淨虧損達到21.5億瑞郎
3. 加拿大央行通過特別購買與附賣回協議向市場注資4.95億加元
4. 紐約聯儲宣佈，根據擴大範圍後的定期證券借貸工具進行的國債拍賣需求疲軟，總共接到594.6億美元的申購，低於招標金額750億美元
5. 美國財政部表示，將在下週一開始執行特殊退稅政策，時間比財政部先前預期提早了5天
6. 美國商業銀行本周增加了在美聯儲貼現視窗的借款規模，而投資銀行減少了對該融資工具的使用，信貸緊縮的重點已經從券商轉移至存款機構
7. 英國諾森羅克繼宣佈國有化後有可能決定裁員2000人

- 2008年4月25日：

1. 市場關於美聯儲降息週期將結束的預期增加，美元指數反彈至1個月來新高
2. 美國3月份新屋銷售進一步下滑，創1991年以來的最低水準
3. 美國4月份消費者信心創1982年3月以來最低水準

- 2008年4月28日：

1. 著名投資人巴菲特聲稱，美國經濟正在衰退中，並且程度將比大多數人所預期的更加嚴重。
2. 美國人口普查局公佈報告顯示，2008年第一季度美國房屋空置年率刷新2.9%的歷史高點。

- 2008年4月29日：

1. 英國3月購房抵押貸款許可數量跌至該資料開始統計以來的最低水準。
2. 德意志銀行宣佈五年來首次出現淨虧損

- 2008年4月30日：

1. 美聯儲降息25個基點，並去掉了“經濟增長仍然面臨風險”的措詞
2. 美國一季度GDP增長0.6%，但瑞士信貸認為主要依靠庫存增加取得，對今後發展不利
3. 英國HBOS增發40億英鎊股權，用以提高資本金規模，抵禦不斷惡化的市場環境

#### 5月
- 2008年5月1日：

1. 英國央行在金融穩定報告中指出，次貸虧損可能只有一千七百億美元；各大銀行同意在特別流動性計畫中保留最低資產額
2. 美國聯邦存款保險公司認為市場即將度過信貸緊縮局面
3. 美聯儲主席伯南克認為美國的學生貸款市場問題已不僅限於流動性問題
4. 美國眾議院批准總值三千億美元的房屋市場援助計畫
5. 美國財長亨利·保爾森認為信貸危機已經過半

- 2008年5月2日：

1. 美國4月非農就業人數僅僅減少2萬，失業率降至5.0%，結果好於預期
2. IMF主席卡恩擔心美國4月就業報告的好局面曇花一現，認為今年經濟不會復蘇
3. 美聯儲將TAF規模從500億美元擴大到750億美元，同時擴大與歐洲央行和瑞士央行貨幣互換的額度
4. 白宮表示，美國經濟迄今為止並未出現衰退信號
5. 英國Halifax 4月房價連續三個月下滑，月率跌1.3%，年率跌3.7%

- 2008年5月3日：

摩根大通認為，美國金融危機不會很快結束
- 2008年5月4日：

美國FHFB指出，僅靠降息和減稅不能解決次貸問題，美國政府必須積極行動起來
- 2008年5月5日：

1. IMF前任主席拉托指出，信貸危機最困難的時期已經過去，美元近期的反彈是正常的
2. 美國 4月ISM非製造業指數為52.0，預期中值49.1，也處於去年12月來最高水準
3. 美聯儲通過隔夜回購操作向市場注入110億美元臨時儲備金
4. 伯克希爾哈撒維投資公司總裁巴菲特認為，美聯儲未來沒有必要進一步降息
5. 美聯儲調查顯示，由於擔心日益黯淡的經濟前景，美國銀行業繼續收緊企業和消費者放貸的標準和條件
6. 美聯儲前主席格林斯潘指出，現在判定次級抵押貸款市場崩潰引發的信貸危機已經結束，還為時過早
7. 美聯儲主席伯南克預計美國房市將進一步惡化並危害整體經濟

- 2008年5月6日：

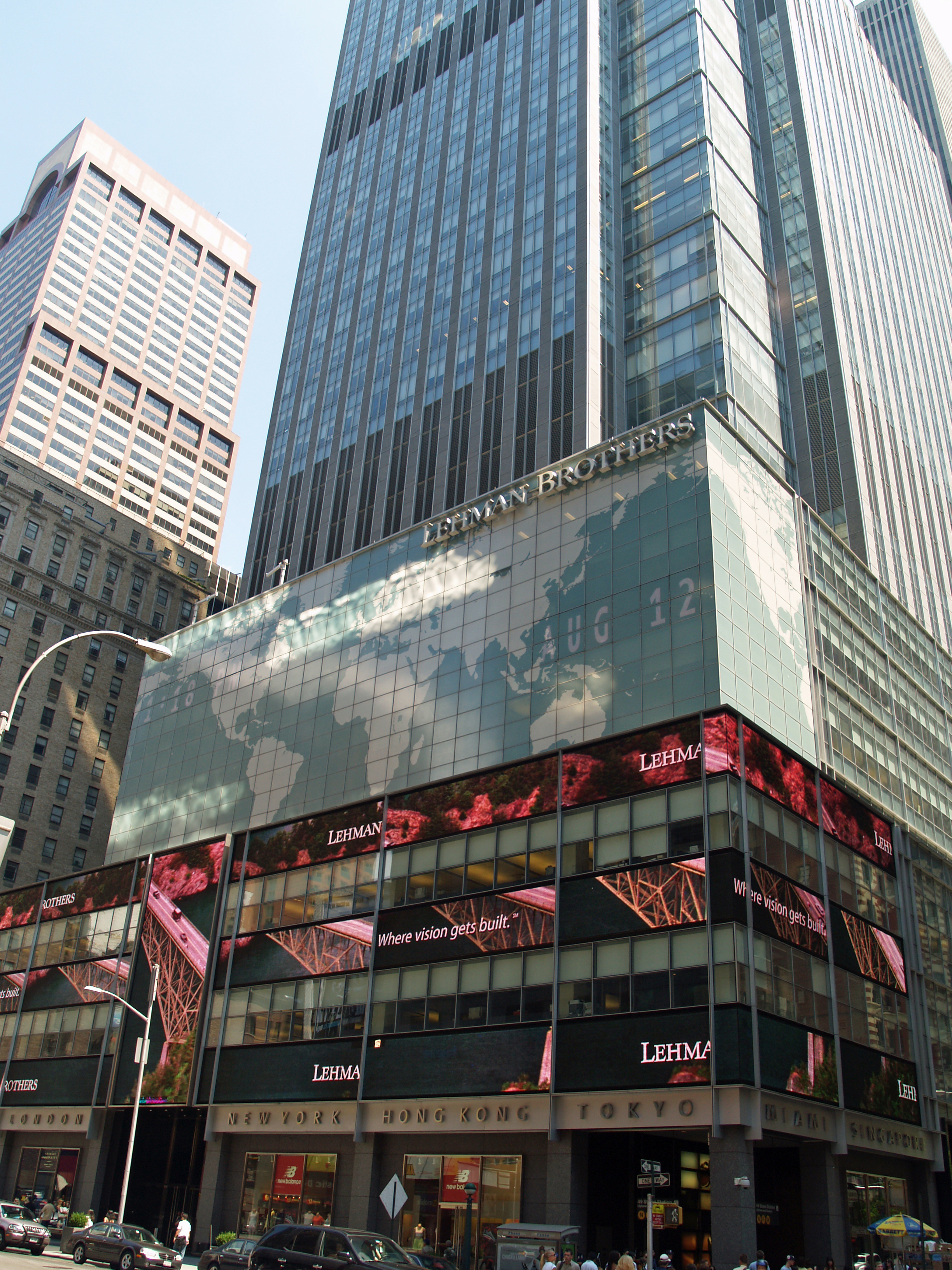
雷曼兄弟金控因財務體質較差受到嚴重連鎖重創，市值急速萎縮到倒閉邊緣

1. 美國財政部向貸款機構施壓，欲加快解決抵押貸款問題
2. 華爾街三大巨頭——摩根士丹利、摩根大通和雷曼兄弟均計畫在近期精簡員工人數
3. 美聯儲提供了總額750億美元的28天TAF
4. 房利美宣佈今年第一季度損失21.9億美元，每股虧損2.57美元，預計明年損失將繼續惡化
5. 美國眾議院議長佩洛西呼籲實施第二輪經濟刺激方案
6. 歐洲資產最大銀行瑞士銀行證實，受巨額資產沖減拖累，第一季度出現115.4億瑞郎（109.9億美元）虧損。該行同時宣佈，在明年年中之前裁員5500人

- 2008年5月7日：

1. 美國前財長斯諾指出，美國正接近降息週期末端，但經濟還將繼續放緩
2. 美國財長保爾森表示，美國金融市場正自信貸緊縮中逐漸恢復，信貸危機最糟糕的時期可能已經過去，但市場問題完全解決還需數月
3. 美聯儲霍恩暗示利率已接近需調整的目標水準
4. 美聯儲官員克羅茲納表示，美聯儲非常重視房屋市場
5. 美國3月NAR成屋簽約銷售指數下跌1.0%，為83.0，與預期持平
6. 美國眾議院將針對民主黨提出的房市拯救計畫展開辯論，該計畫支持政府最終買入至多150億美元的止贖房屋，並向大約50萬戶面臨止贖的業主提供幫助；但白宮威脅將否決該計畫
7. 金融大鱷索羅斯表示，全球金融危機最危急的時刻已過，不過美國經濟才剛剛開始感受到危機的影響

- 2008年5月8日：

1. 美國財長保爾森預計美國經濟今年晚些時候將加速，退稅支票能立刻助其走出困境
2. 美聯儲前主席格林斯潘表示，信貸危機最糟糕的階段已經過去，但是房價的下跌仍有很長的一段路要走
3. 歐洲兩大央行均宣佈維持利率，以對抗通脹
4. 美國5月3日當周初請失業金人數減少1.8萬,至36.5萬人。結果好於預期
5. 美國3月批發庫存月率意外下降0.1%
6. 美國眾議院通過一項法案，建立規模為3000億美元的抵押貸款保險基金，並向房屋所有者再提供數以十億美元計的資助

- 2008年5月9日：

1. 花旗集團計畫在未來兩至三年剝離超過4000億美元的非核心資產
2. 全球資產排名最大的保險業者--美國國際集團連續第二季虧損，拖累股價重挫7%，並且表示計畫增資125億美元
3. 英國1季度抵押品贖回案件較去年同期相比增加17%
4. 歐洲央行表示，受美國次貸危機影響，歐元區銀行提高信貸標準，企業和家庭向銀行借錢正變得愈發困難

- 2008年5月12日：

1. 美國政府對眾議院房市救助新計畫提出條件，要求不動用納稅人資金
2. 儘管全球市場動盪，滙豐控股有限公司第一季度整體利潤仍較上年同期出現增長
3. 摩根大通集團首席執行官戴蒙指出，即使市場危機結束，也不意味著美國不會陷入經濟衰退
4. 芝加哥聯儲主席埃文斯聲稱，美聯儲目前的貨幣政策立場平衡了經濟疲軟和通脹壓力的風險
5. 亞特蘭大聯儲主席洛克哈特表示，過去幾個月出現的嚴重金融市場問題還未完全解決，而美國經濟已經明顯放緩
6. 英國央行報告4月信貸狀況繼續收緊

- 2008年5月13日：

1. 英國央行表示，將在6月份與7月份繼續開展3個月期資金拍賣操作，但將縮小拍賣規模，至50億英鎊
2. 歐洲央行表示，以4.00%的固定利率，通過一天期吸收流動性的操作從市場回籠資金235億歐元資金
3. 英國最大抵押借貸機構全英建築互助協會表示，將調低固定抵押貸款利率至少0.3個百分點
4. 美聯儲主席伯南克聲稱，美聯儲緊急注入流動性的做法已經幫助減輕金融市場的壓力，但市場還未完全恢復正常
5. 美國三藩市聯儲主席耶倫表示，非常擔憂美國的金融危機，也仍然憂慮房價進一步下跌的可能性
6. 英國住房部長弗林特稱，英國房價今年的年率跌幅可能達5-10%，政府目前無法預計具體的嚴重程度

- 2008年5月14日：

1. 前紐約聯儲主席、現任美林公司副主席的William McDonough表示，鑒於美聯儲採取的種種救市措施已開始發揮效果，源自美國的金融危機應當已經度過了最糟糕的時期。
2. 美林公司經濟學家David Rosenberg表示，美國經濟正處於衰退之中，政府本季度晚些時候將實施的退稅計畫預計只能暫時阻止消費者支出的下滑
3. 英國首相宣佈了一項3億英鎊的房市援救計畫
4. 美國經濟增長放慢緩解了由食品和能源價格飆升導致的通脹：4月CPI上升0.2%，剔除食品和能源的核心CPI上升0.1%。經濟學家原先預計CPI和核心CPI均上升0.2%
5. 加拿大皇家銀行表示，將於5月末公佈的第二季度財報將包含稅前約8.55億加元(折合8.64億美元)的資產沖減

- 2008年5月15日：

1. 瑞穗銀行：四季度次級貸損失3000億日元,2007/08財年次級貸相關損失6450億日元
2. 瑞士央行理事喬丹指出，一些領域由全球信貸危機引起的信貸緊縮壓力正在緩解，但完全恢復還言之過早
3. 國際貨幣基金組織主席卡恩指出，全球經濟受到金融危機影響的最壞時期已經過去；新興經濟體也未能免受危機的影響
4. 美國住房建築商協會5月房價指數為19，預期為20，房屋建築商的信心5月份有所下滑
5. 美國參議院的主要成員已經在一項廣泛的援助計畫上達成一致，在該計畫中房利美和房地美將支持一項政府抵押保險基金
6. 渣打香港亞洲區總經濟師關家明表示，次按最壞的時刻仍未過去

- 2008年5月16日：

1. 美國5月密歇根大學消費者信心指數初值降至59.5，低於預期
2. 美國4月新屋開工意外增長，創下2年來最大增幅，季調後為103.2萬戶，較上月增長8.2%
3. BBA一位發言人指出，正在與包括美聯儲在內的主要國家央行討論Libor的設定程式

- 2008年5月17日：

歐元區以外的一些銀行，利用歐洲央行接受的抵押品範圍更廣這一特點，對一些評級較低的資產進行組合。該問題目前已引起了歐洲央行的注意
- 2008年5月19日：

1. LIBOR可靠性備受質疑  券商計畫推出紐約利率基準
2. “末日博士”：信貸緊縮遠未結束  即將衝擊零售業
3. 聯邦存款保險公司：美國將面臨新一輪信貸緊縮
4. RICS表示，英國2008年房價可能下跌約5%，房屋交易量可能同比下降40%
5. 英國Rightmove 5月房價指數年增2.2%，至歷史高點
6. 穆迪：美國3月商業地產價格跌幅至少創2000年以來之最
7. 投資大亨巴菲特：美國信貸危機的影響還遠未結束
8. 美參議院銀行委員會的兩党資深議員就房市援助方案達成一致

- 2008年5月20日：

1. 美國參議院銀行委員會通過一項立法，將創建一個新的政府支持抵押貸款救援計畫
2. 英國第三大銀行巴克萊銀行正準備大舉融資，以收購一家英國或是美國的競爭對手
3. 德累斯頓銀行：信貸危機進入第二階段，最嚴重時期未過
4. 雷曼兄弟指出，美國等國家的房市衰退超出了預期

- 2008年5月21日：

1. 國際投資者佐治·索羅斯表示，英國經濟將無法避免衰退
2. 英國抵押貸款協會表示，抵押貸款持續緊縮，對住宅市場需求和活動造成很大影響，因此預計今年英國房價下跌7%左右

- 2008年5月22日：

1. 英國全國建築商協會：預計英國2008年房價跌幅在10%以內
2. 英國央行週四表示，在每週再回購操作中以5.0%的利率向銀行系統投放139.5億英鎊的資金，這筆資金將於5月29日到期
3. 美聯儲理事克羅茲納表示，正在持續的房屋市場將"逐步"從危機中復蘇
4. 美國聯邦房地產企業監管辦公室表示，美國房價第一季度加速下跌，較去年底時的跌幅達到創紀錄的1.7%

- 2008年5月23日：

1. 日本央行行長白川方明指出，寬鬆的貨幣環境可能是引發次級貸危機的根源
2. 3個月美元、英鎊和歐元libor均有上升
3. 高盛表示，迄今為止，紐約市的勞動力市場迄今表現良好，信貸危機引發的第一波裁員主要集中在美國其他地區
4. 美國4月成屋銷售連續第二個月下降，同時房屋庫存大幅上升、房價顯著下跌

- 2008年5月26日：

1. 紐約聯儲主席蓋納表示，沒有一個國家能夠獨自應付全球金融危機，監管機構將必須尋找在現有基礎上各方共同努力的辦法
2. 英國5月Hometrack房價指數年降1.9%，為05年11月來最大年降幅
3. 穆迪表示，目前美國房產市場低迷期正在經歷“結束的開始”，這個過程將很漫長，很痛苦
4. 美國投資大亨巴菲特指出，次級貸危機的爆發歸因於那些冒著風險進行抵押借貸的銀行

- 2008年5月27日：

1. 英國銀行家協會資料顯示，因為信貸緊縮繼續打壓房屋市場活動，房屋抵押貸款批准數量仍然較上年同期大幅下滑39.4%
2. 美國4月營建許可季調後向上修正為98.2萬戶，較上月增長5.4%。
3. 美國一季度S&P/Case-Shiller房價指數較上一季度下跌6.7%，去年同期下跌14%，創20年來紀錄的最大年跌幅
4. 美國4月新屋銷售為52.6萬戶，好於預期的52.0萬戶
5. 美聯儲4月30日貼現會議紀要顯示，擔心房市萎縮的程度可能比預期更嚴重、持續的時間也較預期更長

- 2008年5月28日：

1. 高盛集團預測，美國房產市場離底部已經不遠
2. 美國抵押貸款銀行家協會表示，5月23日當周季調後抵押貸款申請活動指數下降4.6%，至4月25日當周來的最低水準593.3
3. 美國明尼阿波利斯聯儲主席斯特恩表示，自美國次貸危機於去年夏季引發持續數月的市場動盪以來，金融市場中的許多領域已經出現改善跡象

- 2008年5月29日：

1. 英國Nationwide 5月房價驟降2.5%，同比下挫4.4%
2. 次貸導致日本金融系統遭受重創，累計損失1.7萬億日元
3. 美國聯邦儲備保險公司：市場動盪最糟糕時期已經過去，但依然處於信貸緊縮初級階段
4. 貝爾斯登公司股東接受收購協議，同意將公司出售給摩根大通公司

- 2008年5月30日：

1. 日本4月新屋開工年率下降8.7%，強於下降11.9%的預期值
2. 因為對信貸環境的憂慮有所緩解，紐約市5月企業活動四個月中首次擴大
3. 美聯儲副主席唐納德·科恩：有理由將美聯儲新創造的拍賣工具永久化

#### 6月
- 2008年6月2日：

1. 英國大型抵押貸款機構布拉德福德-賓利銀行計畫從股東手中再次募集2.5億英鎊，並聲稱融資成本依然處於高位，同時抵押貸款市場繼續惡化
2. 市場對信貸危機的擔憂加深，3個月英鎊Libor上升
3. 美國4月營建支出下降0.4%，預期下降0.6%
4. 標準普爾表示，摩根士丹利、美林和雷曼兄弟可能需要減記更多資產

- 2008年6月3日：

1. 一些分析師預估雷曼兄弟可能將公佈1994年以來首個虧損季報，該投行因此可能需要籌集30-40億美元資金
2. 澳大利亞4月總營建許可月率提升7.8%，實現5個月來首次提升
3. 英國皇家採購與供應協會PMI 5月份下滑至 43.9, 為連續第三個月下跌，且下滑速度為十幾年來最快
4. 美聯儲主席伯南克：在房價企穩前，經濟仍面臨下行風險

- 2008年6月4日：

1. 日本4月營建訂單年率下降8.4%，前值為上升6.4%
2. 日本4月新屋開工年率下降8.7%，預期下降11.9%
3. OECD表示，金融市場動盪的最糟糕時期可能已經過去，但其對經濟活動造成的衝擊將持續

- 2008年6月5日：

1. 英國5月Halifax房價指數月率下降2.4%，預期下降1%
2. 英國財政大臣達林聲稱將採取一切必要措施來支持房產市場
3. 美國參議院金融委員會主席多希望國會能在7月4日獨立日假期之前通過房屋市場拯救方案
4. 美國第一季進入止贖程式的貸款比率達到創紀錄的0.99%，去年同期為0.58%
5. 美國通貨監理局主管John Dugan表示，信貸市場的部分領域正顯示出改善的跡象，但大型美國銀行仍面臨信貸產品惡化的狀況

- 2008年6月6日：

1. 銀行業集團Institute of International Finance表示，2007年年初以來，全球銀行業信貸損失已達3870億美元，其中歐洲銀行業損失2000億美元，美國銀行業損失了1660億美元
2. 瑞士央行理事喬丹聲稱金融市場已經改善，但信貸危機並未完全消失
3. 3個月歐元Libor大幅上升近10個基點，創下7年多來單日最大漲幅

- 2008年6月9日：

1. 巴克萊資本認為，失業率暴增將給抵押貸款損失帶來顯著風險
2. 雷曼兄弟預期季度虧損28億並宣佈再融资60億美元。信用机构将雷曼的信用级别下调
3. 美國4月NAR成屋簽約銷售月率上升6.3%，成屋簽約銷售指數升至88.2，為去年10月以來最高

- 2008年6月10日：

1. 伯南克：房產市場惡化趨於平緩幫助抵消經濟逆流
2. 英國5月RICS房價指數升至負92.9，暗示房市情緒有所改善
3. 3個月美元Libor創下去年8月9日爆發全球次級債危機以來的單日最大升幅，達到2.78625%

- 2008年6月11日：

1. 加拿大4月新屋價格指數月率持平，預期升0.4%
2. 美國6月6日當周抵押貸款申請指數連續第三個星期上升，季調後上升10.9%
3. OECD指出，加拿大政府應該允許銀行並購
4. 摩根大通分析師稱，到2010年美國房價可能下跌30%之多

- 2008年6月12日：

1. 有報導稱，雷曼兄弟財務長與運營長均離職
2. 歐洲央行管理委員會成員韋伯表示，尚不能判定市場動盪結束

- 2008年6月13日：

1. 美國財長保爾森指出，銀行業仍在改善流動性和資本狀況
2. IMF主席卡恩表示，美聯儲、歐洲央行在市場紊亂中扮演了良好的角色
3. 美聯儲前主席格林斯潘聲稱，信貸危機的最壞階段已經過去，或者快要過去
4. 哈佛大學經濟學教授Martin Feldstein表示，房市已經成為美國經濟的最大風險，房價還需要再下跌15%

- 2008年6月14日：

金融穩定性論壇德拉基指出，金融市場的穩定性脆弱
- 2008年6月16日：

1. 英國央行報告聲稱，全球貨幣市場狀況仍有一些緊張
2. 亞歐會議聲明指出，經濟風險來自美國經濟增長放緩、信貸緊縮和通脹
3. 美國6月NAHB房價指數降至18的記錄低點

- 2008年6月17日：

1. 德意志銀行認為，歐洲貨幣市場在信貸危機結束前，可能不會恢復正常
2. 澳大利亞第一季度房屋開工季調後季率下降3.3%
3. 高盛將敲定價值70億美元的SIV重組計畫
4. 美國5月新屋開工季調後年率降3.3%，至97.5萬戶；4月數據大幅下修至100.8萬戶

- 2008年6月18日：

1. 美國抵押貸款銀行家協會表示，美國上周住房抵押貸款申請活動指數進一步下降。這也是在過去五周的時間內，該指數連續第四次下降
2. 歐元區4月營建產出連續第二個月下降，下降0.8%，年率下降2.4%
3. 摩根士丹利公佈，因當前持續的信貸緊縮導致投資銀行業務放緩並加重了交易虧損，第二財季獲利大幅下滑

- 2008年6月19日：

1. 瑞士央行行長羅斯指出，銀行尚未緊縮信貸，信貸需求平穩
2. 貝爾斯登兩名前對沖基金經理預計將面臨導致所管理基金破產的指控
3. 英國抵押貸款商協會資料顯示， 5月抵押貸款為255億英鎊，比上月下降2%，比去年同期下降達19%
4. 融資能力受損，穆迪"剝奪"了Ambac金融集團和MBIA公司所屬保險機構的三A評級
5. 全球主要银行和券商信贷相关的损失已经高达3,960亿美元，雷曼损失了139亿。

- 2008年6月20日：

1. 保爾森對沖基金創始人約翰·保爾森表示，全球因次貸危機造成的損失可能達到13000億美元，這一數字遠遠超過IMF預測的9450億美元
2. 華爾街分析師表示，房價下跌幅度大於預期，信貸成本上升將加重房利美和房地美的損失

- 2008年6月22日：

花旗集團計畫裁減旗下投資銀行部門約6,500名員工，許多高級管理人員將離職
- 2008年6月23日：

1. 售房者考慮到信貸危機等因素，英國6月Rightmove房價指數首度出現2002年8月以來月率下滑的情況，降幅為1.2%
2. 有消息預計高盛集團2008年全年，最多裁減投資銀行部負責合併與收購諮詢以及公司融資業務的員工數量10%
3. 美銀證券預測美林和瑞銀二季度分別減值35億和70億美元
4. 房產市場疲軟，英國5月房屋交易數量比上月下降13%

- 2008年6月24日：

1. 英國5月BBA抵押貸款許可2.7968萬件，為紀錄最低水準
2. 高盛表示，經濟前景惡化加上銀行損失，信貸緊縮局面繼續延伸，美國垃圾債券違約增速可能高於預期
3. 美國4月S&P/CS房價指數月率下降1.4%，預期下降2.0%

- 2008年6月25日：

1. 美國6月20日當周MBA抵押貸款申請活動指數下降9.3%，至6年半來最低461.3
2. 美聯儲前主席格林斯潘表示，自去年8月以來，信貸危機一直令證券業動盪不安，並有可能持續至明年
3. 經濟合作與發展組織秘書長葛利亞表示，由於銀行和監管機構都未能有效防範信貸危機，全球金融市場正面臨一場信心危機

- 2008年6月26日：

1. 美國5月NAR成屋銷售499萬戶，預期為493萬戶
2. 高盛分析師William Tanona花旗集團第二季進一步減記90億美元資產並需額外籌資，並預計花旗第二季每股虧損0.75美元，此前預估為每股虧損0.25美元
3. 英國央行官員塔克認為，信貸緊縮對經濟構成下行風險
4. 美聯儲主席伯南克指出，所有銀行都需要募集資本應對風險
5. 美聯儲批准美國大部分銀行選擇採用新風險資本框架
6. 美國銀行表示，在其完成收購美國最大的抵押貸款商Countrywide Financial後，未來兩年預計裁減約7500個職位

- 2008年6月27日：

1. 高盛分析師William Tanona承認，今年上半年商業趨勢轉向的觀點過於樂觀
2. 美聯儲3月中旬緊急會議的記錄顯示，美聯儲在推出一項旨在保護債券交易商免受信貸問題衝擊的借貸工具時，對自身面臨的信貸風險也感到擔憂

- 2008年6月30日：

1. 英國金融時報發表的一項研究顯示，在信貸危機中，某些"最安全"債券也遭受打擊
2. 英國央行表示，5月抵押貸款許可數量較前月減少28%，至4.2萬件，低於預計的5.1萬件

#### 7月
- 2008年7月1日：

1. 英國6月Nationwide房價指數連續第八個月下跌，年率跌幅為6.3%，較去年峰值下滑超過7%
2. 澳洲聯儲表示，信貸增長已明顯放緩
3. 瑞士聯邦銀行委員會透露，將在10月之前對瑞銀和瑞信實行更嚴厲的資本規則
4. 瑞士銀行表示，董事會四名擁有豐富的銀行從業經驗的高級成員將在10月2日的一次特別股東大會上正式離職

- 2008年7月2日：

1. 摩根士丹利預測，信貸危機的影響可能延續至2009年
2. 英國政府表示，將撥款2.7億英鎊建造更多的廉租房與共用產權住宅

- 2008年7月3日：

1. 英國央行調查顯示，二季度家庭擔保貸款違約率和虧損升幅均超預期
2. 亨利·保爾森表示，要鼓勵銀行披露損失
3. 美聯儲資料顯示，7月2日當周，金融機構平均每日通過貼現視窗獲得的信貸總額為167.8億美元，低於之前一周的208.7億美元

- 2008年7月4日：

1. 受次貸危機打擊嚴重，瑞銀集團中報或出現赤字
2. 摩根大通計畫在其歐洲投行業務部門最多裁減10%的員工
3. 高盛集團表示，受信貸條件惡化影響，為將資本充足率保持在目前水準，歐洲銀行業可能需要籌資600億- 900億歐元
4. 穆迪宣佈，將英國抵押貸款機構機構Bradford & Bingley的債信評級下調四檔

- 2008年7月5日：

瑞銀證券分析師表示，如果總體經濟陷入衰退，本已境況不佳的美國房市的前景將更加黯淡
- 2008年7月7日：

1. 日本央行季度性地區經濟報告指出，房產市場投資正溫和恢復
2. 瑞士報紙SonntagsZeitung表示，金融企業在全球次貸危機的損失可能高達1萬6千億美元
3. 雷曼兄弟預計,擬議會計條例可能迫使房利美和房地美再籌集多達750億美元資金

- 2008年7月8日：

1. 英國5月CLG房價指數月率下降0.3%，年率上升3.7%
2. 美聯儲主席伯南克表示，可能延長一級經紀商信貸工具期限到今年之後
3. 美國聯邦住宅管理局表示，將放寬其抵押再貸款計畫，幫助更多未能履行合約，及遇到失業等困難的貸款人
4. 美國5月份NAR成屋簽約銷售指數月率下降4.7%，降幅高於預期

- 2008年7月9日：

1. 歐盟阿爾穆尼亞表示，信貸危機開始衝擊實體經濟
2. 美國7月4日當周MBA抵押貸款申請活動指數上升7.5%，至513.4
3. 惠譽將美林及其分支機搆的長期發行人違約評級納入負面評級觀察名單。

- 2008年7月10日：

1. 澳洲聯儲主席史蒂文斯：擺脫信貸危機尚需一段時間
2. 美聯儲主席伯南克表示，市場仍在繼續動盪，可能需要對投行監管予以立法

- 2008年7月11日：

1. IMF主席卡恩表示，金融危機最嚴重時期已過去，但危機對經濟造成的影響依然存在
2. 如果房地美和房利美情況惡化，美國政府可能考慮予以接管
3. 美國第二大獨立抵押貸款銀行IndyMac倒閉，成為次貸危機下犧牲的第五家金融機構

- 2008年7月13日：

美國財政部和美聯儲聯手推出了拯救美國抵押貸款業兩大巨頭——房地美和房利美的計畫，其中包含了向這兩家公司直接提供貸款和買入其股份在內的一系列措施
- 2008年7月14日：

1. 英國央行官員巴克認為，英國房價可能大幅下挫
2. 美聯儲理事會一致通過了一項旨在更好保護消費者不受具有欺騙性抵押貸款行為危害的最終規定
3. 索羅斯稱當前金融危機是其一生中碰到的最嚴重的金融危機
4. 印地麦克银行宣布倒闭，成为美国历史上第二大规模的倒闭银行，仅次于1984年破产的美国大陆伊利诺伊国民银行的规模。

- 2008年7月15日：

1. 德國歐洲經濟研究中心（ZEW）聲稱，金融危機尚未結束
2. 美聯儲主席伯南克聲稱，因為房市疲軟、信貸趨緊等威脅經濟，美聯儲的首要任務是恢復金融市場穩定
3. 美國會同意迅速採取行動支持房利美和房地美，但計畫修改財政部的提議
4. 美國證券交易委員會主席考克斯表示，正在進行40多項次貸調查

- 2008年7月16日：

1. 美國7月11日MBA抵押貸款申請活動指數上升1.7%，至522.2
2. 瑞銀集團計畫回購35億美元拍賣利率優先股以安撫客戶

- 2008年7月17日：

1. 紐約市建築法規調整，美國6月新屋開工意外增加0.9%
2. 摩根大通、可口可樂和聯合技術三大道指成分股二季度財報好於預期

- 2008年7月下旬：

1. 花旗集團、美國銀行及富國銀行(Wells Fargo)第二季業績優於預期
2. Wachovia銀行第二季大幅虧損近90億美元
3. 非金融類企業如麥當勞、Caterpillar等公司第二季業績恉優於預期

#### 8月
- 2008年8月1日，有消息说雷曼要出售300亿美元的商业按揭资产；5日再宣布将出售资产管理部门；13日全球各大银行和券商减计资产金额已经超过5,000亿；18日雷曼说计划出售价值高达400亿的商业不动产。

- 2008年8，9月間：

房利美，房貸美陷入財政危機，被美國政府接管

#### 9月

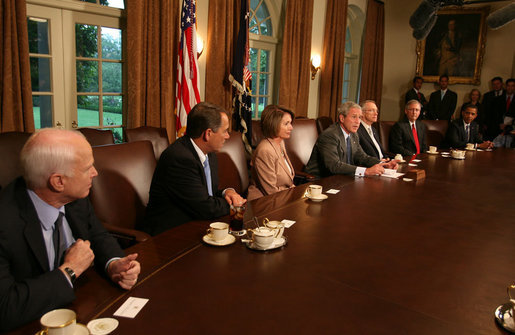
布希召開兩院議會緊急經濟會議

- 2008年9月10日，雷曼与韩国产业银行持续多日的入股案破裂，雷曼股价暴跌45%；11日雷曼宣布第三季度亏损达39亿，执行公司重组计划，采取进一步减持住宅和商业地产抵押。雷曼股价当天再暴跌46%，收盘在4美元。信用评级机构穆迪出来打落水狗，将雷曼的信用评级调低到垃圾级。2008年9月12日，雷曼寻求整个公司出售，市场到处蔓延恐惧情绪。业务伙伴停止与其交易。客户上门将资产转移，美洲银行和英国巴克莱银行与雷曼谈判收购计划，美联储介入市场，同时讨论雷曼和保险业巨子AIG的问题。

- 2008年9月14日，美联储公开表明只救AIG，而放手不考虑放款给雷曼予以挽救。与此同时，美洲银行在前一天决定收购第三大券商美林证券，退出了雷曼的谈判。同时高盛、摩根斯坦利和巴菲特都表示没有兴趣收购雷曼。

- 2008年9月15日：

1. 雷曼公司宣布进入美国破产保护法第11章，当天雷曼股价收盘0.21美元.美林證券被美國銀行收購，當日美股大瀉504點；最大保險集團美國國際集團(AIG)陷入財政危機
2. 欧洲央行与英格兰银行分别向金融市场注资700亿欧元与200亿英镑。

- 2008年9月16日：

AIG獲美國聯儲局貸款850億美元拯救，但條件為美國政府取得AIG 79.9%股權，AIG被美國政府接管
- 2008年9月下旬：

美國政府於9月20日推出總值7000億美元的救市方案，包括購入金融機構之不良資產。雖然國會兩黨取得初步共識, 但後來遭眾議院否決，理由是一些众议院议员认为该方案赋予了政府太多特权，无法保障纳税人的利益。消息一出美股於9月29日大瀉777.68點，創單日最大點數跌幅。

#### 10月
2008年10月3日：
美国总统布什签署获国会参议院和众议院投票通过的、经修改的《2008年經濟穩定緊急法案》，涉及总值七千多亿美元的金融救援方案。
2008年10月8日：
美聯儲、歐洲央行、英格蘭銀行、加拿大央行、瑞典銀行、瑞士國家銀行等全球主要經濟體中央銀行聯合降低利率應付金融危機1。

#### 12月
·2008年12月16日：
美联储宣布将联邦基金利率下调至0～0.25%的区间。
·2008年12月19日：
美国总统布什宣布美国政府将提供紧急贷款以救援陷入困境的美国汽车业。这项贷款总计174亿美元，是从总额为7000亿美元的金融救援方案中拨出的，其中134亿美元将在本月和下个月到位。